# Маруф аль-Бахит
Маруф аль-Бахит (араб. معروف سليمان البخيت‎; 18 марта 1947, Махис — 7 октября 2023) — с 27 ноября 2005 по 22 ноября 2007 года и с 1 февраля по 17 октября 2011 года премьер-министр Иорданского Хашимитского Королевства.

## Карьера
Начал свою карьеру в 1964 году в иорданской армии. Покинул армию в 1999 году в чине генерал-майора. Одновременно со службой изучал менеджмент и военное дело.
Был послом в Турции и в Израиле. После теракта в Аммане был назначен главой правительства и продержался на этом посту два года. Вторично стал премьером в 2011 году, после январских волнений и отставки Самира аль-Рифаи.
Король Абдалла II принял отставку 17 октября 2011 года и 24 октября его сменил Аун аль-Хасауна.

## Смерть
Скончался 7 октября 2023 года на 76-м году жизни в Иордании, предположительно от старости.